# Takuma Hidaka
Takuma Hidaka (japanisch 日高 拓磨 Hidaka Takuma; * 8. April 1983 in der Präfektur Hiroshima) ist ein ehemaliger japanischer Fußballspieler.

## Karriere
Hidaka erlernte das Fußballspielen in der Jugendmannschaft von Shimizu S-Pulse und der Universitätsmannschaft der Meiji-Universität. Seinen ersten Vertrag unterschrieb er 2006 bei Sagan Tosu. Der Verein spielte in der zweithöchsten Liga des Landes, der J2 League. Für den Verein absolvierte er 130 Ligaspiele. 2011 wechselte er zum Ligakonkurrenten Consadole Sapporo. Am Ende der Saison 2011 stieg der Verein in die J1 League auf. Am Ende der Saison 2012 stieg der Verein wieder in die J2 League ab. Für den Verein absolvierte er 94 Ligaspiele. 2015 wechselte er zum Drittligisten Kataller Toyama. Für den Verein absolvierte er 23 Ligaspiele. Ende 2015 beendete er seine Karriere als Fußballspieler.